# Амалия Зефирина Сальм-Кирбургская
Амалия Зефирина Сальм-Кирбургская (6 марта 1760, Париж — 17 октября 1841, Зигмаринген) — супруга Антона Алоиса Гогенцоллерн-Зигмарингена. Её считают «спасительницей» Гогенцоллернов.

## Биография
Амалия была дочерью Филиппа Йозефа Сальм-Кирбургского (1709—1779) и Марии Терезии ван Хорн (1725—1783). Она родилась и выросла в Париже.
В 1782 году по просьбе родителей она вышла замуж за князя Антона Алоиса Гогенцоллерн-Зигмарингена. Зигмаринген не пришёлся ей по вкусу и в 1785 году через три недели после рождения сына Карла она вернулась в родной Париж. Там её брат, который станет принцем Фридрихом III, был занят строительством городской резиденции Сальмов-Кирбургов.
Во время Французской революции её брат Фридрих и её любовник Александр де Богарне были гильотинированы, но Амалия поняла, как пережить революцию. В 1797 году она купила кладбище Пик-Пюс, где в братских могилах были похоронены её брат и любовник. Несмотря ни на что, принцесса поддерживала хорошие отношения с рядом влиятельных фигур Революции, такими как Шарль Морис де Талейран-Перигор и Жозефиной де Богарне, вдовой своего любовника Александра и позже женой Наполеона Бонапарта.
Несколько лет спустя Амалия воспользовалась своими контактами при дворе Наполеона, чтобы присоединить территории Гогенцоллерн-Гехингенов ко владениям Гогенцоллерн-Зигмарингенов. Она также была регентом своего малолетнего племянника Фридриха IV (1789—1859), который стал князем Сальм-Кирбурга в 1794 году после казни его отца.
После двадцати лет жизни в Париже в 1822 году принцесса вернулась в Гогенцоллерн-Зигмаринген, где сначала жила в пристройке бывшего монастыря Инцигкофен, а затем в резиденции Принценбау, которую её муж построил для неё в Зигмарингене.